# Ирмшер, Эдгар
Э́дгар И́рмшер (нем. Edgar Irmscher; 1887—1968) — немецкий ботаник, специалист по систематике рода Бегония, бриолог, ученик А. Энглера.

## Биография
Эдгар Ирмшер родился 17 августа 1887 года в Дрездене. Учился физиологии растений в Лейпцигском университете, получил степень доктора философии с диссертацией, посвящённой флоре моховидных. С 1912 по 1919 работал ассистентом профессора Адольфа Энглера в Ботаническом музее Берлин-Далем, в 1919 году прошёл хабилитацию и стал куратором в Гамбургском университете. В 1923 году вступил на должность профессора, работал в этой должности до 1942 года.
С 1936 по 1938 Ирмшер возглавлял Национал-социалистический союз немецких доцентов в Гамбурге, однако ушёл в отставку из-за противоречий с гауляйтером Карлом Кауфманом.
В 1943 году Ирмшер стал почётным профессором Сельскохозяйственного университета Хоэнхайм в Штутгарте, работал там до своей смерти.
Эдгар Ирмшер скончался 3 мая 1968 года в Штерненфельсе.
Основной гербарий Ирмшера хранится в Берлинском ботаническом музее (B), гербарий мхов был оставлен Университету Хоэнхайм.

## Некоторые научные работы
- Irmscher, E. (1914). Beiträge zur Laubmoosflora von Columbien. In: Fuhrmann O.; Mayor E. Voy. expl. sci. Columbie. p. 11—116.
- Engler, A.; Irmscher, E. (1916—1919). Saxifraga. In: A. Engler Pflanzenreich. Hefte 67: 1—451, 69: 449—709.
- Irmscher, E. (1925). Begoniaceae. In: A. Engler; K. Prantl Die natürlichen Pflanzenfamilien. Ed. 2. Heft 21: 548—588.
- Irmscher, E. (1925). Pflanzenverbreitung und Entwicklung der Kontinente. p. 15—235.
- Irmscher, E. (1929). Die Begoniaceen der Malaiischen Halbinsen. p. 86—160.
- Irmscher, E. (1939). Die Begoniaceen Chinas. p. 431—557.

## Виды растений, названные в честь Э. Ирмшера
- Begonia irmscheri L.B.Sm. & B.G.Schub., 1955
- Coreopsis irmscheriana Bruns, 1929